# Reiskuchen

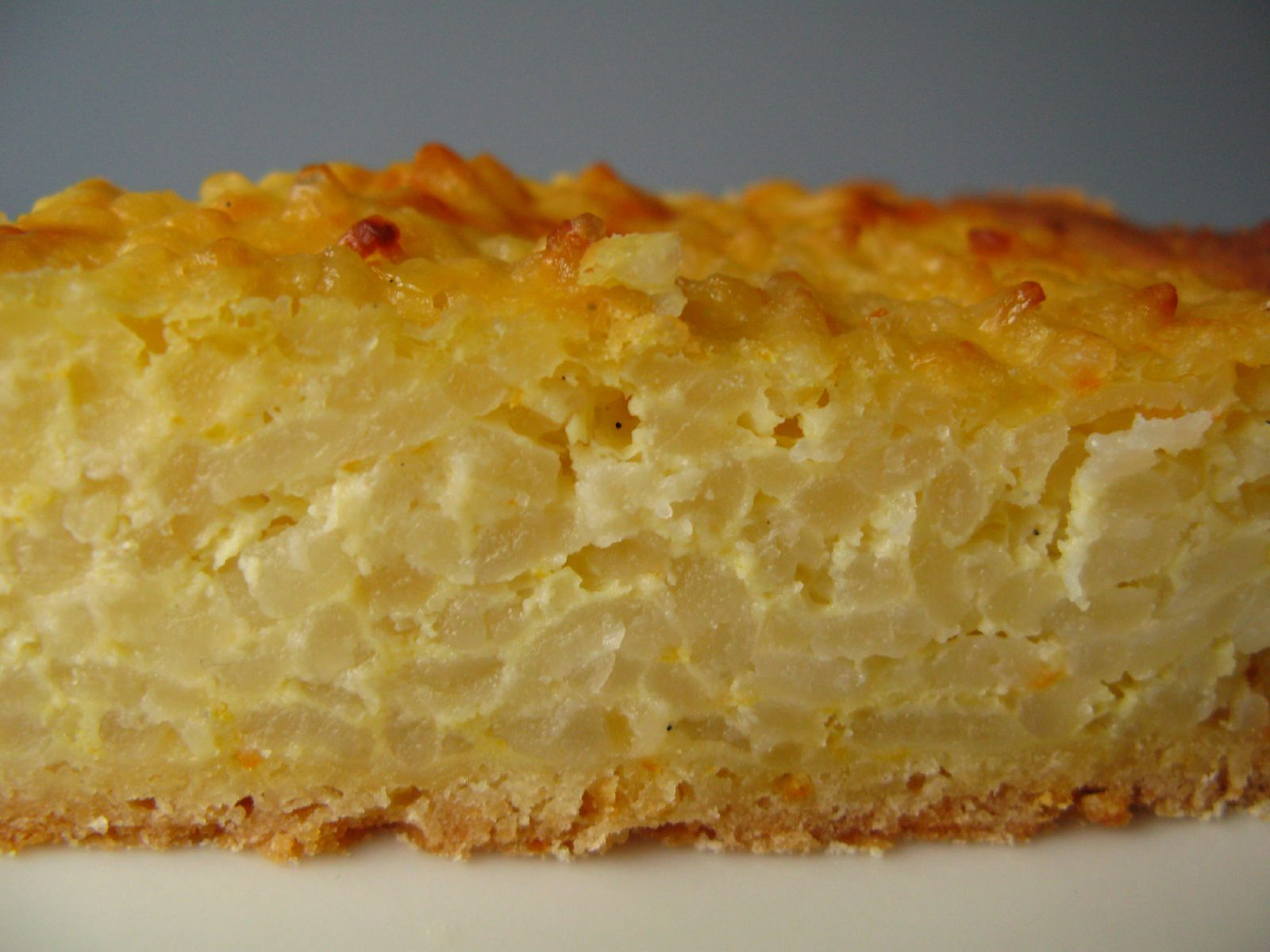
Italienischer Reiskuchen

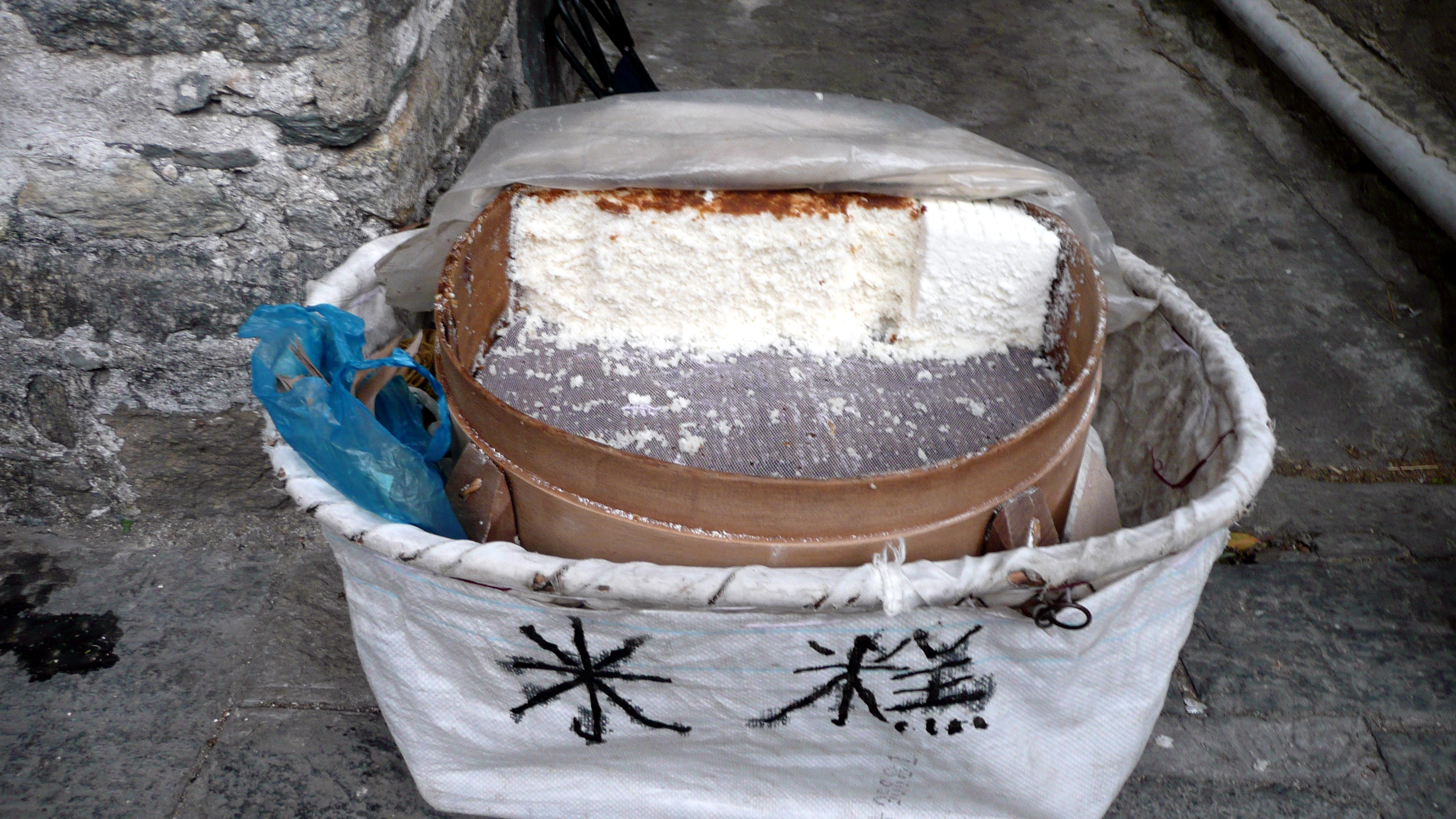
Chinesischer Reiskuchen

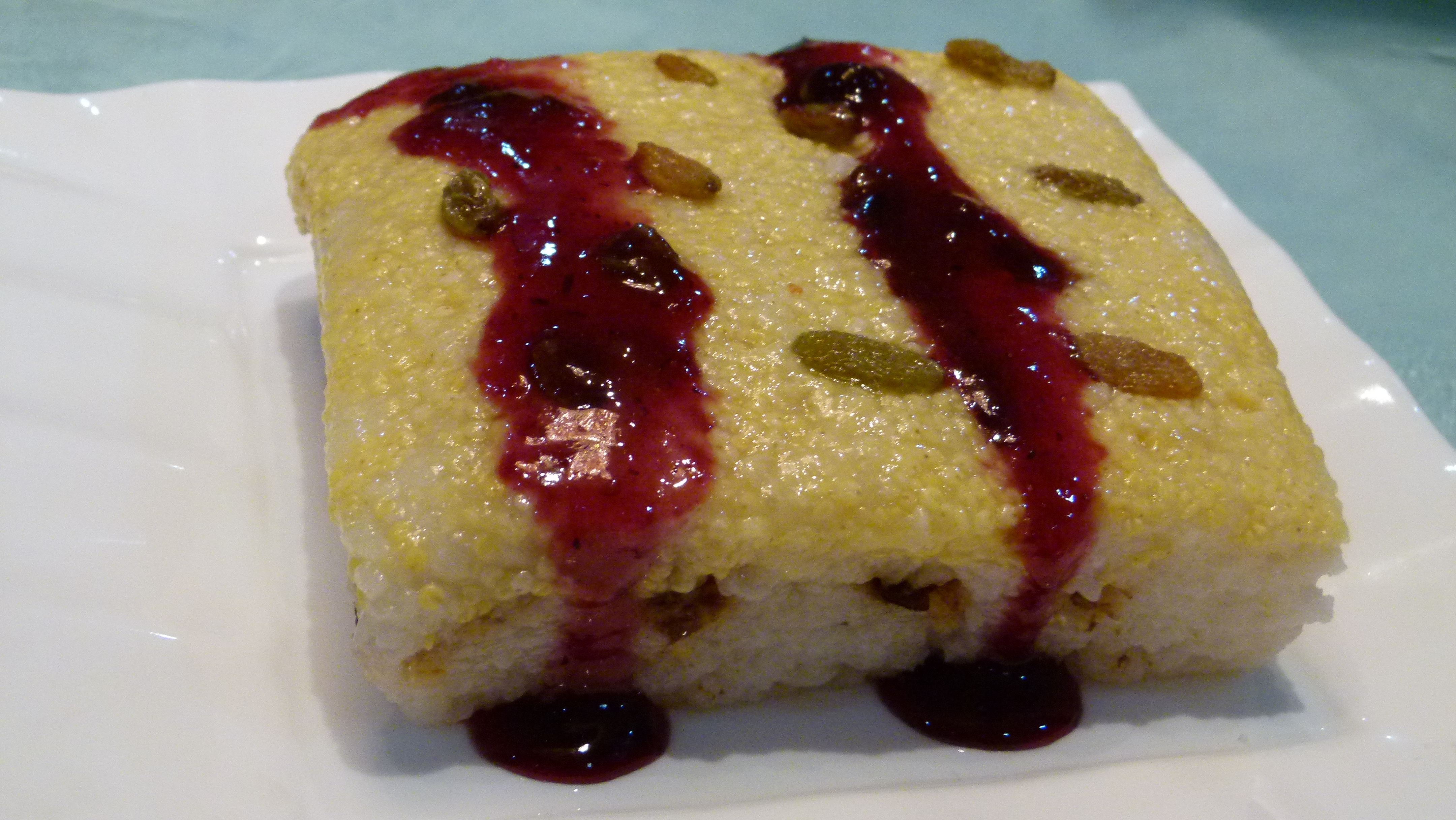
Chinesischer Reiskuchen in Nordchina

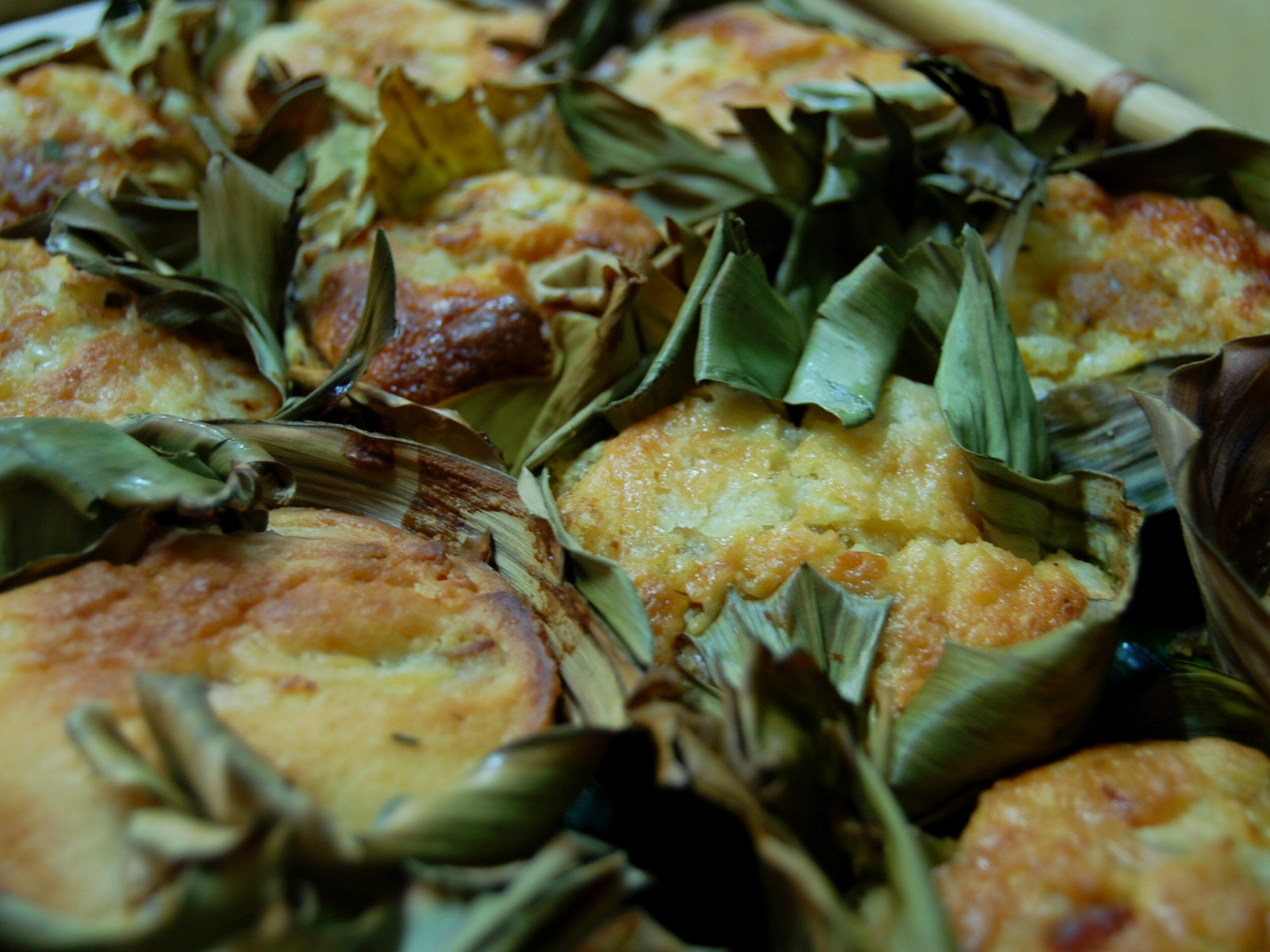
Philippinischer Reiskuchen Bibingka

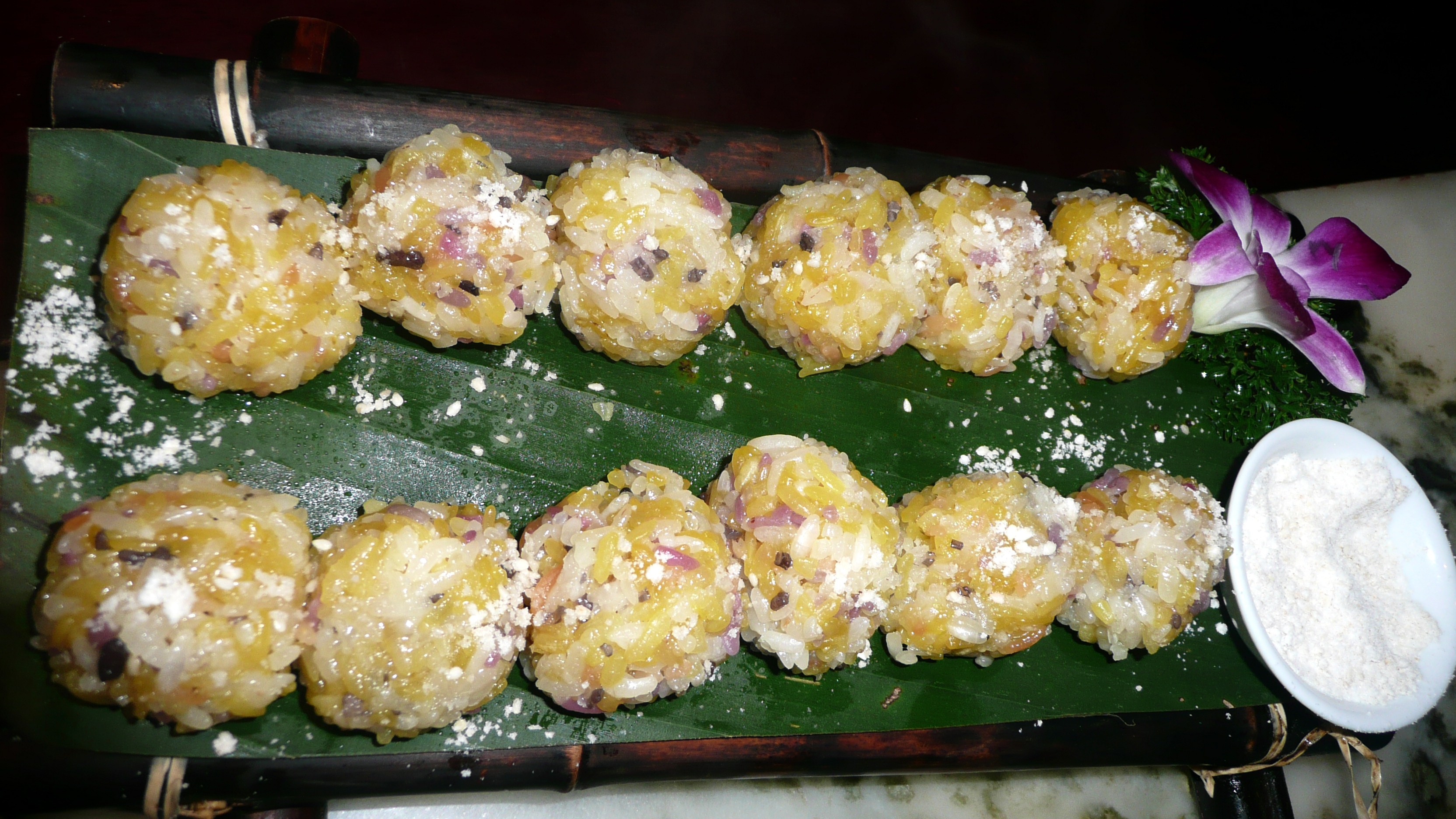
Kugelförmige Reiskuchen in Südchina

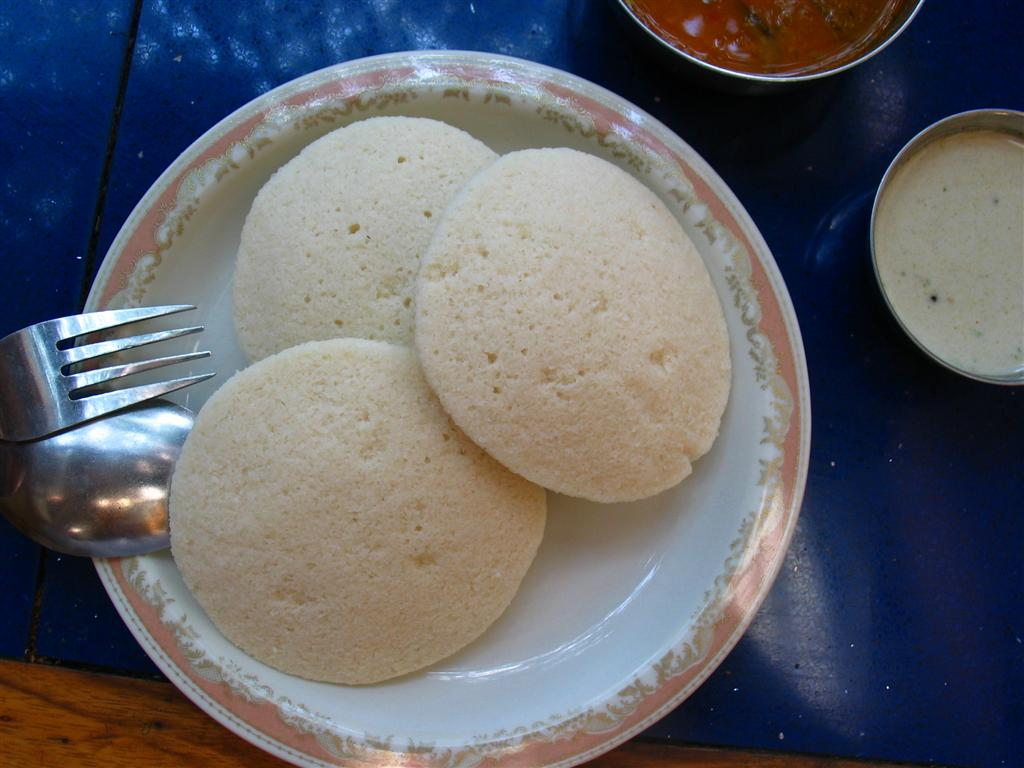
Indische Idli

Reiskuchen sind Kuchen aus Reis, die vor allem in Asien weit verbreitet sind und oft zu speziellen Anlässen gegessen werden. Grundlage dafür bilden sowohl körniger Reis als auch gestampfter Reis.
In Japan werden die bekanntesten Mochi genannt, in Südkorea heißen sie Tteok, in China Niangao, in Singapur cheww kueh und in Indien Idli. Zahlreiche Varianten gibt es auf den Philippinen und in Vietnam. Die Reiskuchen können sowohl süß als auch herzhaft sein. Sie unterscheiden sich von einem Reispudding durch die festere Konsistenz. In einigen asiatischen Ländern werden Reiskuchen zum Frühstück gegessen.

## China
Den japanischen mochi entsprechen in China die niangao zum chinesischen Neujahrsfest. Es gibt sie als süße oder herzhafte Kuchen, teilweise werden sie mit Sahne und Zimt angereichert. Einfachere Reiskuchen heißen in China zongzi. Sie werden aus Klebreis und Natriumcarbonat zubereitet, in Bambusblätter eingewickelt, zugebunden und mit Honig oder Zucker serviert. Es gibt unterschiedliche Varianten der Zubereitung. Bei der Version rou zong enthalten die Reiskuchen Schweinefleisch oder Schinken, außerdem oft Pilze, Sojasauce, Zucker, Pfeffer, Knoblauch oder Garnelen.

## Philippinen
Auf den Philippinen gibt es zahlreiche Varianten für Reiskuchen, jede Region hat eigene Spezialitäten entwickelt. Die wichtigsten Varianten sind:
- Puto: Diese kleinen Reiskuchen werden aus Reismehl (galapong) hergestellt und sind leicht süß. Für die Zubereitung wird der Reis über Nacht eingeweicht und dann in großen Mörsern gemahlen. Jede Stadt und jede Region hat eigene Rezepte. Mit Fleisch gefüllt heißen die Kuchen puto pao. Speziell zu Weihnachten gibt es puto bumbong aus violettem Reis, der in Bambusrohren gedämpft und mit geraspelter Kokosnuss und braunem Zucker gegessen wird. Am Weihnachtsabend gibt es in San Fernando Putong salot mit Anis und dazu panara, ein mit Gemüse gefülltes Gebäck. Bekannt sind außerdem Manapla puto aus Manapla, die in Bananenblättern gedämpft werden. Puto maya ist eigentlich kein Kuchen, sondern ein Dessert aus Klebreis, der in Kokosmilch gekocht wird.
- Suman ist ein Dessert aus klebrigem Reis, das oft mit einem Sirup aus Zucker und Kokosnuss gegessen wird, aber auch mit Schokoladensauce oder reifen Mangos. Es hat häufig die Form eines Kuchens, wenn es in einer Form gedämpft wird.
- Biko ist ein großer Reiskuchen aus Klebreis, der mit Kokosmilch gekocht und zum Schluss mit gerösteten Kokosraspeln bestreut wird.
- Cuchinta ist ein Reiskuchen mit einer eher an Gelee erinnernden Konsistenz, der mit Zucker in einer Lauge gekocht wird, so dass er eine hellbraune Farbe erhält.
- Bibingka besteht aus Reismehl, Kokosmilch, Zucker, Eiern und Backpulver. Der Teig wird in einer Form im Lehmofen gebacken. Gegessen wird der Kuchen manchmal mit einer Auflage aus Wasserbüffel-Käse, gekochten Enteneiern und Butter. Ansonsten isst man dazu geriebene Kokosnuss. In den neun Tagen vor Weihnachten wird vor den Kirchen Bibingka mit Ingwertee verkauft.
- Sapin-sapin (sapin = Schicht) ist ein geschichtetes Dessert aus Reismehl, Kokosmilch und Zucker. Es wird eine runde Form verwendet, jede Schicht wird anders eingefärbt. Der Kuchen wird hinterher in Scheiben geschnitten.

## Hawaii
Auf Hawaii werden die Reiskuchen Butter mochi genannt. Zubereitet werden sie aus Reismehl, Zucker, Butter, Eiern und Kokosmilch. Der Begriff mochi ist japanisch, Kulturhistoriker gehen auf Grund der Rezeptur jedoch eher von einem philippinischen Einfluss aus. Es gibt verschiedene Varianten dieses Kuchens, bei denen zum Beispiel auch noch gesüßte Bohnenpaste, Yamspaste oder Kakaopulver zugesetzt werden. In den 1990er Jahren wurde Eiscreme-Mochi populär, die wahrscheinlich ursprünglich in Kalifornien erfunden wurde. Dafür wird eine Eiskugel mit einer Schicht Klebreis umhüllt und zusammen mit dieser gefroren; diese Kreation gibt es in den unterschiedlichsten Geschmacksrichtungen.